# Associació de Casals i Grups de Joves de Catalunya
L'Associació de Casals i Grups de Joves de Catalunya sovint abreujat com a Casals de Joves de Catalunya, o símplement ACJ, és una federació d'associacions juvenils que va néixer al 1994 amb l'objectiu de consolidar una societat civil jove forta i articulada que contribueixi al desenvolupament d'una alternativa de transformació que pugui impulsar un sistema de vida jovenil diferent a l'existent.

## Els Casals de Joves
Els casals de joves de l'entitat desenvolupen activitats de lleure juvenil que busquen la implicació i la participació de qualsevol joveque mostri la voluntat de «fer coses». Promou una xarxa d'inèrcies que permet a tots els casals optimitzar els seus recursos, ser més capaços d'incidir en les temàtiques que treballen, intercanviar experiències i donar suport a tots els projectes que vulguin sumar-s'hi. L'Associació sembla el primer intent reeixit, després de temptatives fracassades dels anys setanta, degudes a les febleses estructurals d'una organització de joves autogestionada. Cada any organitza una trobada d'entitats.
Alguns casals associatius utilitzen l'equipament dit "casal de joves" com a local de reunions i activitats.

## El projecte educatiu de Casals de Joves
La Federació de Casals de Joves de Catalunya agrupa associacions juvenils que fomenten la participació dels i les joves, des de la pròpia organització i sota els principis d'autogestió, democràcia, laïcitat i transformació social.
El sentit de la federació respon a la voluntat de treballar conjuntament amb la idea que la xarxa d'inèrcies permeti a tots els casals optimitzar recursos, ser més capaços d'incidir en les temàtiques que els afecten com a col·lectiu, intercanviar experiències i poder donar suport a tots els projectes que, sota els principis que comparteixen, vulguin sumar-s'hi. Per fer-ho desenvolupen activitats de lleure juvenil que, independentment de la seva tipologia, busquen la implicació dels i les joves. Casals de Joves de Catalunya neix l'any 1994 amb l'objectiu de consolidar una societat civil forta i articulada que contribueixi al desenvolupament d'una alternativa de transformació que pugui impulsar un sistema de vida diferent a l'existent.
Per aprofundir sobre el model educatiu i de participació, es pot consultar el projecte “Aixequem la Persiana Arxivat 2018-07-02 a Wayback Machine.”, o el video “Desmuntant els casals de joves“ Arxivat 2018-07-02 a Wayback Machine.

## Àrees de treball
Àrea Suport: Aquesta àrea ofereix als casals el suport jurídic i legal a través de les oficines d'assessorament i assegurança i impulsa l'intercanvi de recursos entre casals.
Àrea Comunicació: S'ocupa de portar a terme les estratègies comunicatives establertes al Pla de Comunicació, desenvolupar la imatge gràfica de la Federació, i del disseny i difusió de campanyes de sensibilització i de les activitats federatives.
Àrea Pedagògica: Elabora recursos didàctics i s'encarrega de portar a terme el programa d'Adolescència i Instituts, un projecte de foment de la participació en els Instituts de Secundària
Àrea Territorial: És la coordinació dels casals geogràficament, facilitant-ne la interrelació dels casals més pròxims i la participació en l'àmbit local.
Àrea de Programes: Els programes son aproximacions temàtiques que permeten una participació activa dels casals en aspectes específics. Actualment tractem de manera estable:
- Internacional
- Gènere
- Salut
- Adoles

## Relacions externes
La federació de Casals de Joves de Catalunya forma part de diferents xarxes interassociatives:
- Consell Nacional de la Joventut de Catalunya (CNJC): Plataforma juvenil catalana on participen entitats (generalment de segon grau) d'àmbit nacional.
- Consell de la Joventut de Barcelona (CJB): Plataforma on participen les entitats juvenils de Barcelona.
- Consell de la Joventut de Badalona (CJBDN): Plataforma on participen les entitats juvenils de Badalona.
- European Confederation of Youth Clubs (ECYC): Confederació de Casals de Joves d'Europa.

## Organització
De la mateixa manera que es fa en un Casal de Joves, la Federació també es regeix i aplica els principis de democràcia i participació en l'hora de definir-ne l'organització. S'estableixen així els espais de participació següents:

### L'assemblea General
Ostenta la màxima representació de la voluntat de la Federació, i n'és l'òrgan suprem de participació i decisió. L'Assemblea General se celebra, com a mínim, anualment, i cada entitat membre hi té un vot. És l'espai d'aprovació (o no) de la memòria i el balanç i també on es decideixen les línies de treball, l'entrada de noves entitats i la incorporació de noves persones que seran membres del Secretariat.

### El secretariat
És l'òrgan executiu de la Federació i Actua per delegació de l'Assemblea General. S'encarrega d'assegurar l'execució dels acords de l'Assemblea General i Assumeix la direcció i representació de la Federació quan l'Assemblea no està reunida. El Secretariat és l'equip que l'Assemblea General escull d'entre tots els usuàris joves dels diferents Casals per assumir la responsabilitat de dirigir el projecte de la Federació.

### La reunió de Responsables
És l'òrgan que permet el seguiment i la coordinació de l'activitat de la Federació, de l'estat d'execució dels seus àmbits, projectes i activitats. La Reunió de Responsables es compon per les persones màximes responsables de les entitats o, si no n'hi ha, les persones que hagin estat delegades a tal efecte. A més, també en formen part el Secretariat i les persones responsables dels diferents òrgans de participació de la Federació, com les comissions. Es reuneix, com a mínim, un cop l'any

### Les comissions
Són grups formats per persones membres de diferents Casals amb la finalitat de dirigir un projecte de l'Associació o de desenvolupar activitats específiques intercasaleres. Comissions Actuals:
- Borsa de formadores
- Comissió de Gènere
- Comissió de Comunicació
- Comissió de Consum conscient
- Comissió de Trancada
- Comissió Transforma Participa
- Comissió Trobada de Joves

A banda, també existeixen espais vinculats a cada un dels territoris de la Federació, és a dir:
- L'Assemblea General del Territori

Ostenta la màxima representació de la voluntat dels Casals de Joves d'un territori. A l'Assemblea General del Territori hi poden assistir tots els socis i sòcies de la zona geogràfica que comprèn el territori. El dret a veu i vot es regeix pels mateixos criteris expressats per l'Assemblea General del'Associació.
- El Secretariat del Territori

Està compost, com a mínim, per una persona coordinadora, un secretari/a i un tresorer/a i totes aquelles persones membres que estableixi el Reglament Intern del Territori, escollides per la seva Assemblea.
- La Reunió de Responsables Territorial

Es compon per les màximes responsables de les entitats membres de ple dret de federació d'un determinat territori o, si no n'hi ha, les persones que hagin estat delegades a tal efecte. A més, també en formen part el Secretariat del Territori. El dret a veu i vot es regirà pels mateixos criteris expressats per l'Assemblea General del Territori.
Tanmateix, quan un territori està «en construcció» (no té encara una dinàmica d'Assemblea Territorial), la Federació procura garantir el desenvolupament de les Reunions de Responsables. En aquests casos, en els quals no existeix una Assemblea Territorial, és el secretariat de la Federació qui vetlla pel bon funcionament de cada territori

## Llistat de Casals (Actualitzada 2018)

### Territori Vallès-Osona
- Accent (Centelles)
- AJ Kndurgnt (Canovelles)
- AJ Parets del Vallès
- Assemblea de Joves de Llinars
- CAJ El Rusk (Rubí)
- CJ Enfarrats (Palau-solità i Plegamans) (fins 2017)
- CJ La Floresta
- CJ Obriu Pas
- CJ Sant Quirze del Vallès
- JOENACC - Joves en Accó (Hostalets de Balenyà)
- La Bordalla (La Garriga) (durant 2017)
- La Guspira (Caldes de Montbui) (fins 2017)

### Territori Llobregat
- AJUC (Corbera de Llobregat)
- Assemblea de joves de Gelida
- Assemblea de Joves l'Aixada (Sant Vicenç dels Horts)
- Associació de Joves 6tres9 (Begues)
- CJ La Forja (Cornellà de Llobregat)
- CJ La Mola (Molins de Rei)
- CJ Vilanova (Vilanova i la Geltrú)
- CJA La Troka (Torrelles del Llobregat)

### Territori Barcelonès
- KAJA Gripau Blau (Badalona)
- AJ Demasiats (Badalona)
- CJ El Lokal (Badalona)
- CJ El Racó (Barcelona, Les Corts)
- CJ Guineueta (Barcelona, La Gineueta)
- CJ Kan'piki’pugui (Badalona)
- CJ La Traca (Barcelona, San Martí)
- CJ Prospe (Barcelona, Prosperitat)
- CJ Queix (Barcelona, Eixample Esquerre)
- CJ Queixal d'en Xöves Horta (Barcelona, Horta)
- CJ Sants (Barcelona, Sants)
- CJ Xiroc (Barcelona, Fort Pienc)
- CJ Zona Nord (Barcelona, ciutat meridiana)
- CJ. Can Ricart (Barcelona, Poblenou)
- Joventuts Alternatives de Montbau (Barcelona, Montbau)
- Kasal Joves Roquetes (Barcelona, Roquetes)